# Carl Yastrzemski
Carl Michael Yastrzemski (Southampton, 22 agosto 1939) è un ex giocatore di baseball statunitense. È stato introdotto nella National Baseball Hall of Fame nel 1989, al suo primo anno di eleggibilità

## Carriera
Yastrzemski giocò tutti i 23 anni di carriera nella Major League con i Boston Red Sox (1961–1983). Fu principalmente un esterno sinistro ma disputò anche 33 gare in terza base e giocò soprattutto come prima base e battitore designato negli ultimi anni. Fu convocato per 18 All-Star Game, vinse 7 Guanti d'oro, è un membro del club delle 3000 valide ed il primo giocatore dell'American League in quel club ad avere battuto 400 fuoricampo. È il secondo di tutti i tempi per gare giocate e terzo per turni in battuta. È il leader in carriera dei Red Sox per punti battuti a casa, punti, valide, singoli, doppi, basi totali e gara giocate ed è terzo per fuoricampo dietro a Ted Williams e David Ortiz.
Nel 1967 Yastrzemski raggiunse l'apice della carriera, guidando i Red Sox al pennant dell'American League per la prima volta in oltre vent'anni, venendo premiato come MVP della lega. Yastrzemski vinse anche la Tripla corona quell'anno, un'impresa che non fu più ripetuta nella MLB fino a quando vi riuscì Miguel Cabrera 45 anni dopo nel 2012. Nel 1999, The Sporting News lo inserì al 72º posto nella classifica dei migliori cento giocatori di tutti i tempi.

## Palmarès
- MVP dell'American League: 1

1967
- MLB All-Star: 18

1963, 1965–1979, 1982, 1983
- MVP dell'All-Star Game: 1

1970
- Tripla corona: 1

1967
- Guanti d'oro: 7

1963, 1965, 1967–1969, 1971, 1977
- Miglior battitore dell'American League: 3

1963, 1967, 1968
- Leader dell'American League in fuoricampo: 1

1967
- Leader dell'American League in punti battuti a casa: 1

1967
- Atleta maschile dell'anno dell'Associated Press: 1

1967
- Numero 8 ritirato dai Boston Red Sox
- Club delle 3.000 valide